# 丘卡利夫卡
48°52′5″N 24°41′23″E / 48.86806°N 24.68972°E
丘卡利夫卡（烏克蘭語：Чукалівка），是烏克蘭西部的村莊，隸屬伊萬諾-弗蘭科夫斯克州的伊萬諾-弗蘭科夫斯克區。該村始建於1648年，面積4.5平方公里，人口1,407。